# Herdenkingsmunten van € 2 (2022)
Hieronder staat een lijst van herdenkingsmunten van twee euro die 2022 als slagjaar hebben.
| Afbeelding | Land          | Ter gelegenheid van | Oplage     | Datum uitgave     |
| --- | ------------- | --- | ---------- | ----------------- |
| | Duitsland     | Wartburg in Eisenach, Thüringen (zeventiende en laatste uit de 'Bundesländer'-serie)                                                       | 30.424.900 | 25 januari 2022   |
| Omschrijving: Afbeelding van kasteel Wartburg, het eerste Duitse kasteel op de lijst van Unesco-werelderfgoed. Het binnenste gedeelte bevat onderaan ook de naam “THÜRINGEN” en de landcode “D” van het land van uitgifte, rechts het muntteken van het betreffende muntstuk (“A”, “D”, “F”, “G” of “J”) en het merkteken van de graveur, en links het jaar “2022”. De kunstenaar: Olaf Stoy (Rabenau). Op de buitenste ring van de munt staan de twaalf sterren van de Europese vlag afgebeeld. |               | |            |                   |
| |               | |            |                   |
| | Frankrijk     | 20ste verjaardag van de omschakeling naar de euro en 90ste geboortedag van Jacques Chirac                                                  | 9.020.000  | 25 januari 2022   |
| Omschrijving: Jacques Chirac, president van de Franse Republiek gedurende twee ambtstermijnen, was een belangrijke architect van de Europese constructie. Hij was president bij de invoering van de euro in 2002, begin dit jaar 20 jaar geleden. Het ontwerp toont een profiel van president Jacques Chirac die in de toekomst blikt. Hij is omgeven door verschillende symbolen die zijn presidentschap kenmerken: een eurologo, als teken van zijn betrokkenheid bij de invoering van de euro en zijn Europese geest, en een Franse vlag, in heraldieke kleuren en versierd met de letters RF. Zijn geboorte- en sterfdatum en zijn naam zijn verwerkt het eurologo. De munttekens en het uitgiftejaar passen in het ontwerp. Op de buitenste ring van de munt staan de twaalf sterren van de Europese vlag afgebeeld. |               | |            |                   |
| |               | |            |                   |
| | Finland       | 100ste verjaardag van de oprichting van het Finse Nationale Ballet                                                                         | 400.000    | 11 februari 2022  |
| Omschrijving: Het ontwerp verbeeldt de krachtige en vrije bewegingen van een danser gehuld in een licht, golvend gewaad dat de schoonheid en souplesse van de pose accentueert. Het bevat ook het jaar van uitgifte “2022” en, bovenaan, de aanduiding van het land van uitgifte “FI” en het muntteken. Op de buitenste ring van de munt staan de twaalf sterren van de Europese vlag afgebeeld. |               | |            |                   |
| |               | |            |                   |
| | Slovenië      | 150ste geboortedag van Jože Plečnik | 1.000.000  | 2 maart 2022      |
| Omschrijving: Een detail van het grote venster van de leeszaal van de nationale en de universiteitsbibliotheek met een pilaar ervoor. In het venster zijn de letters A R H. P L E Č N I K verwerkt, in deze volgorde. Zij zijn een metafoor voor de handtekening van de architect, die hij in zijn eigen werk ook toont. De letters zijn verwerkt in dieperliggende vensteropeningen en kunnen (in de taal van architect Plečnik) worden verstaan als ruimtelijke architectonische ingrepen, als emfases, verwerkt in façades of als geometrisch ontworpen voorwerpen. De compositie weerspiegelt een idee van ruimte dat de rijke ideeënwereld van de architect weergeeft. De pilaar staat centraal en markeert op die manier de ruimte van het muntstuk, bepaalt als het ware de verhouding tussen buiten en binnen of tussen voorgrond en achtergrond; een thema waar Plečnik bij het ontwerpen van ruimte vaker gebruik van maakt. Op die manier wordt de compositie een ruimtelijke miniatuur, ruimte binnen de ruimte, meerlagig en mystiek. Onderaan staat de inscriptie “JOŽE PLEČNIK”. Links staat verticaal het jaartal “1872”, rechts staan eveneens verticaal het land van uitgifte “SLOVENIJA” en het jaar van uitgifte “2022”. Op de buitenste ring van de munt staan de twaalf sterren van de Europese vlag afgebeeld. |               | |            |                   |
| |               | |            |                   |
| | Estland       | 150ste verjaardag van de oprichting van het Estse literaire genootschap                                                                    | 1.000.000  | 9 maart 2022      |
| Omschrijving:Het ontwerp toont de bladzijden van een boek en de punt van een ganzenveer. Bovenaan staat in een halve cirkel de inscriptie “EESTI KIRJAMEESTE SELTS”, met daarnaast het jaar van uitgifte “2022”. De woorden op de bladzijden van het boek luiden als volgt: “KUI ME EI SAA SUUREKS RAHVAARVULT, PEAME SAAMA SUUREKS VAIMULT”, oftewel “Als we geen groot land kunnen zijn wat inwonertal betreft, moeten we groot van geest zijn”. Op de buitenste ring van de munt staan de twaalf sterren van de Europese vlag afgebeeld. |               | |            |                   |
| |               | |            |                   |
| | Spanje        | Nationaal park Garajonay (dertiende uit de serie 'UNESCO Wereld Erfgoedlijst')                                                             | 1.019.300  | 23 maart 2022     |
| Omschrijving: Het nationaal park Garajonay ligt in het midden van het eiland La Gomera, in de archipel van de Canarische Eilanden, en staat op de lijst van werelderfgoed omdat het een uitstekend voorbeeld is van goed in stand gehouden laurisilva (laurierbos), een uniek ecosysteem van de levende overblijfselen van de oude regenwouden en warme gematigde bossen die tijdens het tertiair een groot deel van Europa en Noord-Afrika besloegen. Op de beeldenaar zijn de “Roque de Agando” en een detail van het “Laurisilva-bos” te zien. Rechtsboven staat in hoofdletters het land van uitgifte “ESPAÑA”, met daaronder het jaar van uitgifte “2022” en het muntteken. Op de buitenste ring van de munt staan de twaalf sterren van de Europese vlag afgebeeld. |               | |            |                   |
| |               | |            |                   |
| | Spanje        | 500ste verjaardag van de voltooiing van de eerste zeilreis rond de wereld                                                                  | 1.019.000  | 23 maart 2022     |
| Omschrijving: De expeditie begon in 1519 in Sevilla en eindigde in 1522 na de voltooiing van de eerste zeereis rond de wereld. Het ontwerp bestaat uit twee afbeeldingen, namelijk de wereldbol op de achtergrond en een portret van Juan Sebastián Elcano. Onder het portret staan in hoofdletters de bijschriften “JUAN SEBASTIÁN ELCANO” en “PRIMUS CIRCUMDEDISTI ME” (eerste die om mij heen is gevaren), en op de schouder van het portret zijn de jaartallen van het begin en einde van de reis weergegeven (1519-1522). Aan de rechterzijde staat in hoofdletters het land van uitgifte “ESPAÑA”, met daarnaast het jaar van uitgifte “2022”. Aan de linkerzijde staat het muntteken. Op de buitenste ring van de munt staan de twaalf sterren van de Europese vlag afgebeeld. |               | |            |                   |
| |               | |            |                   |
| | Portugal      | 100ste verjaardag van de eerste oversteek van de zuidelijke Atlantische Oceaan per vliegtuig                                               | 1.015.000  | 30 maart 2022     |
| Omschrijving: Deze oversteek werd volbracht met uitsluitend interne navigatiemiddelen: een aangepaste sextant en een koerscorrector. Het ontwerp toont een van de drie Fairey III-tweedekkers waarmee de vlucht tussen Lissabon en Rio de Janeiro werd uitgevoerd. Langs de rand staat de inscriptie “TRAVESSIA DO ATLÂNTICO SUL” (oversteek van de Zuidelijke Atlantische Oceaan). Onder het vliegtuig staat te lezen “PORTUGAL 1922-2022”. Het muntteken is “CASA DA MOEDA”, de Portugese naam van de munt. Op de buitenste ring van de munt staan de twaalf sterren van de Europese vlag afgebeeld. |               | |            |                   |
| |               | |            |                   |
| | Italië        | 170ste verjaardag van de oprichting van de Nationale Politie (Polizia di Stato)                                                            | 3.000.000  | 6 april 2022      |
| Omschrijving: In de voorgrond twee agenten, een man en een vrouw, van de “Polizia di Stato” (Italiaanse nationale politie), met een politieauto op de achtergrond. Boven het boogvormige opschrift “POLIZIA DI STATO”, rechtsboven “RI”, het acroniem van de Italiaanse Republiek, linksonder “R”, het muntteken van het munt van Rome, onderaan in het midden de initialen “AM” van ontwerper Annalisa Masini en onderaan rechts de jaartallen “1852” en “2022”. Op de buitenste ring van de munt staan de twaalf sterren van de Europese vlag afgebeeld. |               | |            |                   |
| |               | |            |                   |
| | Letland       | Financiële geletterdheid, ter gelegenheid van de 100ste verjaardag van de oprichting van de Bank van Letland                               | 415.000    | 12 april 2022     |
| Omschrijving: Financiële geletterdheid is het belangrijke vermogen om diverse financiële vaardigheden te begrijpen en doeltreffend aan te wenden, waaronder persoonlijk financieel beheer, begroten en investeren. Financiële geletterdheid vormt de basis van onze relatie met geld en is een levenslang leerproces. Het ontwerp toont een boom die symbool staat voor het belang van financiële geletterdheid en de kennis daarover. Onderaan staat het jaar van uitgifte “2022”, met daaronder de naam van het land van uitgifte “LATVIJA”. Op de buitenste ring van de munt staan de twaalf sterren van de Europese vlag afgebeeld. |               | |            |                   |
| |               | |            |                   |
| | Litouwen      | 100 jaar basketbal in Litouwen | 750.000    | 21 april 2022     |
| Omschrijving: In het midden van het ontwerp is de kaart van Litouwen weergegeven als basketbalveld, waarmee wordt aangegeven dat in Litouwen al 100 jaar basketbal wordt gespeeld. Rondom het midden van de munt staan de inscripties “LIETUVA” (Litouwen), “1922-2022” en het logo van de Litouwse munt die de munt heeft geslagen. Op de buitenste ring van de munt staan de twaalf sterren van de Europese vlag afgebeeld. |               | |            |                   |
| |               | |            |                   |
| | San Marino    | 530ste sterfdag van Piero della Francesca                                                                                                  | 57.300     | 28 april 2022     |
| Omschrijving: Centraal staat het profiel van Federico da Montefeltro, een verwijzing naar het tweeluik met de hertog en hertogin van Urbino van Piero della Francesca, dat in de Uffizi-galerijen (Florence) wordt bewaard. Links in een halve cirkel staat het opschrift “SAN MARINO”. Rechts in een halve cirkel staan het opschrift “PIERO della FRANCESCA”, de jaren 1492 en 2022, de letter R (het muntteken van het munthuis van Rome) en de initialen van de ontwerpster Claudia Momoni, “C.M.”. Op de buitenste ring van de munt staan de twaalf sterren van de Europese vlag afgebeeld. |               | |            |                   |
| |               | |            |                   |
| | België        | Voor de zorg tijdens de COVID-pandemie | 2.155.000  | 11 mei 2022       |
| Omschrijving: Op het binnenste gedeelte van de munt is het zorgpersoneel afgebeeld. Links daarvan staat de inscriptie “Danke – Merci – Dank u”, met ernaast diverse pictogrammen die verwijzen naar de zorgsector. Van boven naar beneden is er een kruis, een stethoscoop, een hart, een injectiespuit, een rolstoel en een chemisch mengsel afgebeeld. Helemaal rechts staan de initialen van de ontwerper Luc Luycx. Aangezien de Koninklijke Nederlandse Munt de munt zal slaan, bevindt zich onderaan het muntteken van Utrecht, een mercuriusstaf, samen met het Belgische muntmeesterteken, het wapen van de gemeente Herzele, alsook de landcode BE en het jaartal 2022. Op de buitenste ring van de munt staan de twaalf sterren van de Europese vlag afgebeeld. |               | |            |                   |
| |               | |            |                   |
| | Italië        | 30ste sterfdag van Giovanni Falcone en Paolo Borsellino                                                                                    | 3.000.000  | 17 mei 2022       |
| Omschrijving: Centraal de portretten van de twee Italiaanse rechters Giovanni Falcone en Paolo Borsellino, geïnspireerd op een foto van Tony Gentile. Bovenaan het boogvormige opschrift “FALCONE — BORSELLINO”, daaronder de jaartallen “1992” en “2022” met ertussen het acroniem van de Italiaanse Republiek “RI”; rechts “R”, het muntteken van het munthuis van Rome, en links “VdS”, de initialen van de ontwerper Valerio de Seta. Op de buitenste ring van de munt staan de twaalf sterren van de Europese vlag afgebeeld. |               | |            |                   |
| |               | |            |                   |
| | Luxemburg     | 10-jarig huwelijksjubileum van Erfgroothertog Willem en Erfgroothertogin Stéphanie (zevenentwintigste uit de 'Luxemburgse dynastie'-serie) | 173.500    | 1 juli 2022       |
| Omschrijving:Het ontwerp toont de beeltenissen van erfgroothertog Guillaume en erfgroothertogin Stéphanie. Daarboven staan hun namen in een halve cirkel. Links van het jaar 2022 zijn twee trouwringen afgebeeld. Onderaan het ontwerp staat het woord “LËTZEBUERG”, waarmee het land van uitgifte wordt aangeduid, alsook de huwelijksdatum “20.Oktober 2012”. Het monogram (de letter “H” met een kroon) staat voor groothertog Henri. Op de buitenste ring van de munt staan de twaalf sterren van de Europese vlag afgebeeld. |               | |            |                   |
| |               | |            |                   |
| | Europese Unie | 35-jarig bestaan van het ERASMUS-programma                                                                                                 | 35.368.000 | 1 juli 2022       |
| Omschrijving: Het ontwerp is een combinatie van twee belangrijke elementen van het Erasmus-programma: de geestelijk vader, Erasmus zelf, en een allegorie van zijn invloed op Europa. Het eerste element wordt gesymboliseerd door een van de bekendste afbeeldingen van Erasmus. Het tweede element wordt gesymboliseerd door een straal van verbindingen die de munt van de ene baken naar de andere doorkruisen. Daarmee worden de talrijke intellectuele en menselijke uitwisselingen tussen de Europese studenten verbeeld. Sommige verbindingen vormen sterren, voortkomend uit de synergie tussen landen, als verwijzing naar Europa. Het getal 35, als weergave voor het 35-jarige bestaan van het Erasmus-programma, komt in een hedendaagse grafische stijl uit de sterren naar voren. Op de buitenste ring van de munt staan de twaalf sterren van de Europese vlag afgebeeld. |               | |            |                   |
| Voor meer informatie zie Herdenkingsmunten 35-jarig bestaan ERASMUS-programma . |               | |            |                   |
| |               | |            |                   |
| | Griekenland   | 200ste verjaardag van de invoering van de eerste Griekse grondwet                                                                          | 750.000    | 1 juli 2022       |
| Omschrijving: Op het ontwerp staat de tempel van Asclepius in Epidaurus, met het standbeeld van de god in het midden. Het thema komt overeen met de achterkant van een herdenkingsmedaille van de eerste Nationale Vergadering van de opstandige Grieken te Epidaurus, die tijdens het bewind van koning Otho aan de parlementsleden werd uitgereikt. Langs de binnenrand staan de woorden “HELLEENSE REPUBLIEK” en “DE EERSTE GRIEKSE GRONDWET”, alsook de jaartallen “1822” en “2022”, een palmet (het muntteken van de Griekse munt) en het monogram van de ontwerper (George Stamatopoulos). Op de buitenste ring van de munt staan de twaalf sterren van de Europese vlag afgebeeld. |               | |            |                   |
| |               | |            |                   |
| | Luxemburg     | 50 jaar Luxemburgse vlag (achtentwintigste uit de 'Luxemburgse dynastie'-serie)                                                            | 173.500    | 1 juli 2022       |
| Omschrijving: Links de beeltenis van groothertog Henri, rechts de Luxemburgse driekleur. Boven de vlag het jaartal “1972”, en eronder het jaar van uitgifte “2022”. Onderaan in het midden de naam van het land van uitgifte “LËTZEBUERG”. Op de buitenste ring van de munt staan de twaalf sterren van de Europese vlag afgebeeld. |               | |            |                   |
| |               | |            |                   |
| | Estland       | Slava Ukraini | 2.040.000  | 8 juli 2022       |
| Omschrijving: Het ontwerp toont het silhouet van een vrouw die een vogel in haar hand houdt, met een korenaar. Links bovenaan staat de tekst “SLAVA UKRAINI” en links onderaan staan de naam van het land van uitgifte “EESTI” en het jaar van uitgifte “2022”. Op de buitenste ring van de munt staan de twaalf sterren van de Europese vlag afgebeeld. |               | |            |                   |
| |               | |            |                   |
| | Vaticaanstad  | 125ste geboortedag van Paus Paulus VI | 79.250     | 6 september 2022  |
| Omschrijving: Het ontwerp bevat een beeltenis van de paus. Links bovenaan staat in een halve cirkel de inscriptie “CITTÀ DEL VATICANO” en rechts bovenaan staat de inscriptie “PAPA PAOLO VI”. Links van de beeltenis staan de jaartallen “1897” en “2022” en daaronder bevindt zich het muntteken “R”. Linksonder staat de naam van de ontwerper “D. LONGO”. Op de buitenste ring van de munt staan de twaalf sterren van de Europese vlag afgebeeld. |               | |            |                   |
| |               | |            |                   |
| | Vaticaanstad  | 25ste sterfdag van Moeder Teresa | 79.250     | 6 september 2022  |
| Omschrijving: Het ontwerp bevat een beeltenis van Moeder Teresa met een kind. Bovenaan staat in een halve cirkel de inscriptie “MADRE TERESA DI CALCUTTA” en onderaan staat de naam van het land van uitgifte “CITTÀ DEL VATICANO”. Rechts van de beeltenis bevindt zicht het muntteken “R” en daaronder staan de jaartallen “1997” en “2022”. Op de buitenste ring van de munt staan de twaalf sterren van de Europese vlag afgebeeld. |               | |            |                   |
| |               | |            |                   |
| | Monaco        | 100ste sterfdag van vorst Albert I van Monaco                                                                                              | 15.000     | 7 september 2022  |
| Omschrijving: Op de munt is een portret van Albert I weergegeven. Links staat de naam van het land van uitgifte “MONACO”, en rechts het jaar van uitgifte “2022”. Onderaan staat de inscriptie “ALBERT Ier”, gevolgd door de jaren “1848-1922”. Op de buitenste ring van de munt staan de twaalf sterren van de Europese vlag afgebeeld. |               | |            |                   |
| |               | |            |                   |
| | Frankrijk     | Genius en het discuswerpen - Arc de Triomphe (tweede uit de 'Countdown naar de Olympische Zomerspelen van 2024 in Parijs'-serie)           | 260.000    | 22 september 2022 |
| Omschrijving: Het ontwerp toont het genie, een nationaal figuur en icoon van de Franse numismatiek. De gevleugelde figuur wordt afgebeeld als een atleet die op een “klassieke” manier discuswerpen oefent, als verwijzing naar de Olympische Spelen in de klassieke oudheid. Zijn silhouet versmelt met de Arc de Triomphe, een essentieel element van het Parijse erfgoed. Het vormt een gemeenschappelijke as met dit monument dat de overwinning symboliseert. Op de achtergrond wordt een atletiekbaan afgebeeld met rechts het embleem van Parijs 2024. Het jaar van uitgifte, de vermelding “RF” en de munttekens zijn onder de boog en aan de voet van de Arc aangebracht. Op de buitenste ring van de munt staan de twaalf sterren van de Europese vlag afgebeeld. |               | |            |                   |
| |               | |            |                   |
| | Finland       | Klimaatonderzoek in Finland | 400.000    | 30 september 2022 |
| Omschrijving: Het thema van de munt is gestileerd baardmos, dat met zijn wortelachtige structuur staat afgedrukt op het middengedeelte van de munt. Langs de buitenzijde van het middengedeelte staat tweemaal het randschrift “KLIMAATONDERZOEK”, links in het Fins en rechts in het Zweeds. Onderaan het middengedeelte is het bijschrift “2022 FI” aangebracht. Bovenaan het middengedeelte staat het muntteken van de munt van Finland. Op de buitenste ring van de munt staan de twaalf sterren van de Europese vlag afgebeeld. |               | |            |                   |
| |               | |            |                   |
| | San Marino    | 200ste sterfdag van Antonio Canova | 57.300     | 4 oktober 2022    |
| Omschrijving: De godin Hebe staat centraal afgebeeld in de binnenste ring, naar een werk van Antonio Canova dat in de kunstgalerij van het Civic Museum van San Domenico in Forlì hangt. Rond de godin staan de opschriften “CANOVA” en “SAN MARINO”. Links van haar staan het jaartal “1822” en de initialen van de auteur Antonio Vecchio. Rechts staan het jaar van uitgifte, “2022”, en de letter R, het muntteken van het munthuis van Rome. Op de buitenste ring van de munt staan de twaalf sterren van de Europese vlag afgebeeld. |               | |            |                   |
| |               | |            |                   |
| | Slowakije     | 300ste verjaardag van de bouw van de eerste atmosferische stoommachine in continentaal Europa                                              | 1.000.000  | 5 oktober 2022    |
| Omschrijving: Het ontwerp toont een atmosferische stoommachine voor het oppompen van water uit mijnen, die in 1722 in de mijnstad Nová Baňa werd gebouwd als eerste in haar soort op het Europese vasteland. De machine werd ontworpen en gebouwd door de Engelse ingenieur Isaac Potter, wiens facsimilehandtekening zijdelings, op twee regels, linksonder op de beeldenaar staat. Rechts van de machine staan, wederom zijdelings, de naam van het land van uitgifte “SLOVENSKO” en rechts daarvan de jaartallen “1722” en “2022”, gescheiden door een punt in het midden. Aan de linkerkant van het binnenste gedeelte van de munt bevindt zich het muntteken van de munt van Kremnica (Mincovňa Kremnica), bestaande uit de letters “MK” tussen twee muntstempels, met daaronder de gestileerde initialen van de ontwerper van de nationale zijde, Peter Valach. Op de buitenste ring van de munt staan de twaalf sterren van de Europese vlag afgebeeld. |               | |            |                   |
| |               | |            |                   |
| | Malta         | Resolutie 1325 van de Veiligheidsraad van de Verenigde Naties over vrede en veiligheid voor vrouwen                                        | 65.500     | 17 november 2022  |
| Omschrijving: Het ontwerp toont drie vrouwelijke gezichten. Vanaf linksboven met de klok mee staan de inscripties “WOMEN”, “PEACE”, “SECURITY”, het jaar van uitgifte “2022” en de naam van het land van uitgifte “MALTA”. In het midden onder de gezichten zijn de bijschriften “UNSCR” en “1325” aangebracht. Op de buitenste ring van de munt staan de twaalf sterren van de Europese vlag afgebeeld. |               | |            |                   |
| |               | |            |                   |
| | Malta         | Ħal Saflieni Hypogeum (zevende en laatste uit de 'Prehistorische Tempels'-serie)                                                           | 192.500    | 17 november 2022  |
| Omschrijving:Op het ontwerp wordt een detail van de prehistorische site weergegeven. Links bovenaan staat de naam van het land van uitgifte “MALTA”, met daaronder het jaar van uitgifte “2022”. Onderaan staat de inscriptie “ĦAL-SAFLIENI HYPOGEUM”, met daaronder “4 000-2 500 BC”. Rechts onderaan staan de initialen “NGB” van de ontwerper, Noel Galea Bason. Op de buitenste ring van de munt staan de twaalf sterren van de Europese vlag afgebeeld. |               | |            |                   |
| |               | |            |                   |
| | Litouwen      | Sudovië (vierde uit de 'Etnografische Regio's'-serie)                                                                                      | 500.000    | 20 december 2022  |
| Omschrijving: Het ontwerp toont een stier op een wapenschild dat aan weerskanten is versierd met zilveren eikentakken met eikels. De takken zijn onderaan met elkaar verbonden door een zilveren lint met het opschrift “VIENYBĖ TEŽYDI” (laat eenheid bloeien). Eikentakken symboliseren de rijke geschiedenis van de regio die teruggaat tot de heidense periode van de Litouwse staat. Vroeger was de stier het meest voorkomende dier in deze regio. Het ontwerp is omgeven door de inscriptie “LIETUVA” (Litouwen) en het jaar van uitgifte “2022” bovenaan, en de inscriptie “SUVALKIJA” en het muntteken van de Litouwse munt onderaan. |               | |            |                   |
| |               | |            |                   |
| | Andorra       | De legende van Karel de Grote | 70.000     | 16 januari 2023   |
| Omschrijving: Volgens de legende stichtte keizer Karel de Grote Andorra in het jaar 805 en gaf hij de Andorranen hun eigen wettelijke status. De beeldenaar geeft deze legende weer, die diep in de geschiedenis en cultuur van Andorra is geworteld, en toont op de achtergrond een berg- en rivierlandschap dat symbool staat voor het natuurschoon van het land, met daarboven de naam van het land van uitgifte “ANDORRA”. Op de voorgrond staat een gedeeltelijke reproductie van het bekende portret van Karel de Grote van de hand van kunstenaar Albrecht Dürer, met daarnaast het jaar van uitgifte “2022”. Op de buitenste ring van de munt staan de twaalf sterren van de Europese vlag afgebeeld. Op de buitenste ring van de munt staan de twaalf sterren van de Europese vlag afgebeeld. |               | |            |                   |
| |               | |            |                   |
| | Andorra       | 10e verjaardag van de inwerkingtreding van de monetaire overeenkomst tussen Andorra en de Europese Unie                                    | 70.000     | 16 januari 2023   |
| Omschrijving: De verschillende vormen en groottes van de puzzelstukjes op het onderste deel van het ontwerp symboliseren het Vorstendom Andorra en de landen die tot de Europese Unie behoren. Op het bovenste deel van het ontwerp beelden de sterren die het symbool van de gemeenschappelijke Europese munt omringen uit dat zij allemaal deel uitmaken van het euro-universum. Rechts van de sterren staan de naam van het land van uitgifte “ANDORRA” en de jaren van de herdenking “2012” en “2022”. Op de buitenste ring van de munt staan de twaalf sterren van de Europese vlag afgebeeld. |               | |            |                   |